# 동곤지암 나들목
동곤지암 나들목(E.Gonjiam IC)은 경기도 광주시 곤지암읍 건업리에 설치된 광주원주고속도로의 3번 교차로이다. 국가지원지방도 제98호선을 통해 곤지암읍내 및 여주시 산북면 등지로 진출할 수 있으며, 2016년 11월 11일에 개통되었다.
본래 가칭은 동광주 나들목이었으나 광주광역시 북구에 설치된 호남고속도로의 동광주 나들목과 명칭 혼동의 우려가 있어 행선지를 쉽게 알 수 있도록 하기 위하여 2015년 12월 31일에 명칭을 동곤지암 나들목으로 확정하였다.

## 연혁
- 2010년 3월 4일 : 나들목 신설을 위해 광주시 도시계획시설 교통광장에 실촌읍 건업리 일원을 동광주 나들목으로 고시[2]
- 2015년 12월 31일 : 명칭을 동곤지암 나들목으로 확정[1]
- 2016년 10월 20일 : 광주시 도시계획시설 교통광장 명칭을 동곤지암 나들목으로 변경 고시[3]
- 2016년 11월 11일 : 광주원주고속도로 개통과 함께 통행 개시[4]

## 구조물 정보
- 위치: 경기도 광주시 곤지암읍 건업리
- 영업소: 경기도 광주시 곤지암읍 광여로 797
- 제2영동고속도로㈜ 본사: 경기도 광주시 곤지암읍 광여로 797

## 접속하는 노선
- 국가지원지방도 제98호선 (광여로)

## 교통량 정보
| 요금소            | 통행량 (대/일) | 통행량 (대/일) | 통행량 (대/일) | 통행량 (대/일) | 각주  |
| 요금소            | 2016년         | 2017년         | 2018년         | 2019년         | 각주  |
| ----------------- | -------------- | -------------- | -------------- | -------------- | ----- |
| 동곤지암 (폐쇄식) | 1,284          | 1,524          | 1,454          | 1,549          | [ 5 ] |